# 魏德托伯爾巴赫河 (菲爾特利巴赫河支流)
47°24′49″N 8°28′07″E / 47.41369°N 8.46867°E

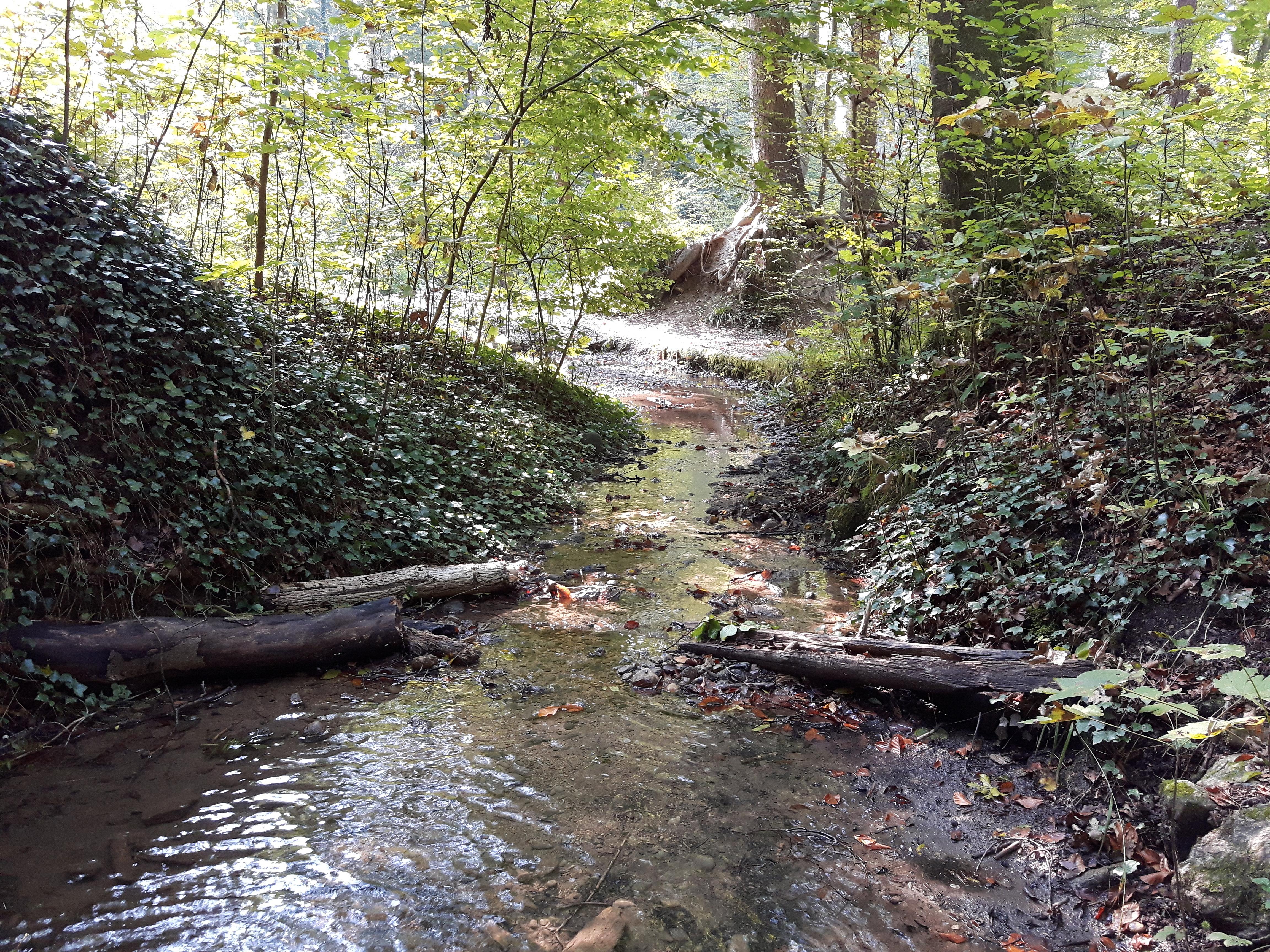

魏德托伯爾巴赫河是瑞士的河流，位於該國北部，流經蘇黎世州，屬於菲爾特利巴赫河的右支流，河道全長0.4公里，河畔城鎮有上恩斯特林根。